# Hrehory Józefowicz Tryzna
Hrehory Józefowicz Tryzna herbu Gozdawa (zm. ok. 1571 roku) – kasztelan smoleński w latach 1569–1571, kasztelan podlaski w 1566 roku, marszałek słonimski w 1561, marszałek hospodarski w 1560 roku, rotmistrz Jego Królewskiej Mości.
Był wyznawcą prawosławia. Miał dwóch synów:
- Piotr Tryzna, wojewoda parnawski, żonaty z Hanną z Massalskich;
- Hrehory Tryzna, marszałek słonimski, żonaty z Rainą Sapieżanką, córką Bohdana.

Jako przedstawiciel Wielkiego Księstwa Litewskiego podpisał akt unii lubelskiej 1569 roku.